# Burkini
Cet article possède un paronyme, voir Burkina.
 (juillet 2019).
Le burkini, ou burqini, est un maillot de bain pour femme couvrant le tronc ainsi qu'une grande partie des membres et de la tête.
Selon ses partisans, il permet aux femmes de se baigner en conformité avec la pudeur islamique.
Ses opposants y voient un instrument de lutte politique au service d’une idéologie qui refuse l’égalité aux femmes.

## Étymologie
Le mot est un substantif nominal masculin, composé de l'ajout à « bur(q) » — de « burqa » avec le retrait des deux dernières lettres (ou de la dernière selon la graphie retenue) — du suffixe « -kini » (ou « -ini ») dérivé du mot « bikini » - (nommé ainsi en 1946 en référence à l'atoll du même nom), tels que « monokini » (1962), ou facekini, voire microkini dans les années 1970.
Burqini et Burkini sont deux marques déposées par Aheda Zanetti en 2006. Elle le présente sur son dépôt de marque comme un mot-valise, mélange de « burqa » et « bikini »,,.
Ce vêtement de bain ne couvre pas le visage, contrairement à une burqa, et se rapproche plus d'un djilbab, autre vêtement islamique ; en conséquence le terme « jilbab de bain » lui est parfois préféré.

## Description
Le burkini est un maillot de bain couvrant la totalité du tronc, une partie des membres et de la tête.
Il existe une grande variété de modèles, comportant au moins deux pièces : un pantalon et une tunique à manches courtes ou longues.
Une capuche ou un bonnet peuvent couvrir le cou et le dessous du menton ; il est soit intégré ou fixé à la tunique, soit séparé. Les pieds, les mains et le visage restent visibles (contrairement à la burqa qui masque le visage).
Les burkinis sont généralement fabriqués dans un tissu synthétique élastique, souvent un mélange d'élasthanne avec une base de nylon ou de polyester ; c'est un tissu léger et facile à sécher, semblable à celui employé pour la confection des combinaisons de plongée minces,.

## Histoire
L'invention du burkini est attribuée à Aheda Zanetti, une styliste australienne d'origine libanaise, en 2003 ou 2004. Ce vêtement de bain est une adaptation pour les sports nautiques du « hijood » (mot-valise formé de « hijab », voile islamique, et de « hood », mot anglais pour capuche), un survêtement créé par la styliste la même année.
La création du burkini a lieu dans le contexte des émeutes de 2005 à Cronulla, près de Sydney.
Le 4 décembre 2005, des maîtres-nageurs sauveteurs volontaires sont impliqués[Où ?] dans une altercation[Quoi ?] avec des jeunes hommes d'origine libanaise[réf. nécessaire].
Le week-end suivant, une manifestation rassemble plusieurs milliers d'Australiens à Cronulla et dégénère. À la suite de ces émeutes, Surf Life Saving Australia, l'association des maîtres-nageurs australiens, a lancé une initiative pour promouvoir la diversité et la tolérance sur les plages, en recrutant des femmes musulmanes comme maîtres-nageuses. En 2007, Zanetti leur confectionne un uniforme : un maillot spécial deux-pièces jaune et rouge qui couvre la tête et le corps,,,,.
Aheda Zanetti commercialise son produit par le biais de sa société, Ahiida. Elle propose aussi des modèles qui ne couvrent pas les cheveux pour les femmes qui souhaitent simplement se protéger du soleil.
La marque internationale Burqini, enregistrée le 20 février 2007, est protégée dans l'Union européenne depuis le 3 mars 2008, à Singapour depuis le 7 avril 2008 et en Turquie depuis le 18 novembre 2008 ; la marque Burqini est également enregistrée en Nouvelle-Zélande depuis le 8 janvier 2009 et au Canada depuis le 10 septembre 2010.
En 2016, Aheda Zanetti affirme en avoir vendu près de 500 000 en douze années, avec des ventes en constante hausse.
Le burkini est également commercialisé par des magasins sans référence islamique, comme Marks & Spencer.

## Réglementations

### En Belgique
L'arrêté du 13 juin 2013 du Gouvernement wallon relatif aux bassins de natation publics précise que « durant les heures d'ouverture au public, les baigneurs portent un maillot de bain, exclusivement réservé à cet effet, compatible avec l'hygiène ».
Début 2015, pour éviter que des clientes se baignent en pantalon, le port du burkini est autorisé dans les piscines des Sunparks.

### En France

#### Lieux publics
Le burkini ne masquant pas le visage, il n'est pas interdit par la loi contre le voile intégral, en vigueur depuis 2011.
Durant le mois d'aout 2016, une trentaine de communes littorales françaises décident d'interdire le burkini sur leurs plages, par arrêté municipal.
Le 26 aout, le Conseil d'État invalide l'arrêté de Villeneuve-Loubet : il considère qu'il porte atteinte à la liberté de circulation, la liberté de conscience et la liberté personnelle, sans que cette restriction soit justifiée par des problématiques de sécurité, d'hygiène, ou de décence. Cette décision fera jurisprudence par la suite,.
En 2023, des arrêtés semblables émis par Fréjus et Mandelieu-la-Napoule sont suspendus respectivement par le tribunal administratif de Toulon et le Conseil d'État.
L'arrêté pris à Sisco en 2017 est validé par le tribunal administratif de Bastia et confirmé la même année par la cour administrative d'appel de Marseille. Sisco avait connu en 2016 une rixe à cause du burkini ; son maire prend l'arrêté de 2017 qui sera considéré comme une réponse proportionnée.

#### Lieux de baignade privés
Les sociétés privées qui proposent des lieux de baignade (parcs de loisirs, par exemple) décident leur propre réglementation.
En 2015, Center Parcs autorise explicitement le burkini ; Aquaboulevard l'interdit.
L'Aqualand de Saint-Cyprien, en 2019, n'applique l'interdiction qu'aux attractions pour des raisons de sécurité.

#### Les piscines municipales
Les piscines publiques françaises n'ont pas de réglementation uniforme.
À Émerainville, en 2009, la pratique est interprétée comme une baignade habillée et considérée non hygiénique.
À Surgères, depuis 2018, et à Rennes, le burkini est autorisé. Le conseiller délégué aux sports de Rennes a estimé qu'il ne présente pas de problème d'hygiène ou de sécurité, tant qu'il est fait dans un matériau compatible avec la nage comme le lycra.
Le 16 mai 2022, le Conseil municipal de Grenoble dirigé par le maire EELV Éric Piolle modifie le règlement intérieur des piscines communales, autorisant de facto des maillots couvrants, tel le « burkini ». Une procédure de référé laïcité est lancée par le préfet de l'Isère. Une ordonnance de référé du le 25 mai 2022 par le tribunal administratif de Grenoble suspend l'exécution du nouveau règlement des piscines de Grenoble,. Le 21 juin 2022, le Conseil d'État confirme cette suspension, au motif que cette « dérogation très ciblée apportée, pour satisfaire une revendication religieuse, aux règles de droit commun de port de tenues de bain près du corps édictées pour des motifs d’hygiène et de sécurité, est de nature à affecter le bon fonctionnement du service public et l’égalité de traitement des usagers dans des conditions portant atteinte au principe de neutralité des services publics »,.

### En Italie
En 2009, un maire membre du parti d'extrême droite Ligue du Nord fait interdire le burkini dans une piscine d'une commune du Piémont,.

### Au Maroc
L'accès à la piscine de plusieurs hôtels de la côte marocaine à El Jadida est interdit avec un burkini.
Le parc aquatique Oasiria à Marrakech et l'Aquaparc Tamaris de Casablanca interdisent le burkini pour des raisons d'hygiène,.

### En Norvège
Le port du burkini est autorisé à Oslo en 2009.

### En Suède
Une piscine municipale autorise le burkini et en propose en location en 2009.

### En Suisse
À Bâle, la piscine municipale réservée aux femmes autorise les burkinis moulants, mais interdit les burkinis amples, pour raisons d'hygiène.

## Polémiques, incidents et réactions

### En Algérie, la fausse «révolte du bikini»
En juillet 2017, reprise par des médias français, une information est lancée par Marianne, le 13 juillet : en réaction au harcèlement, un groupe de militantes algériennes aurait invité les femmes à porter le bikini sur les plages. Annaba serait devenu le lieu de rassemblement des revendications. Plusieurs milliers d'Algériennes, parmi lesquelles des adeptes du burkini, auraient rejoint un groupe Facebook créé pour cette cause.
En août, Marianne annonce une « baignade républicaine géante » à Tichy, en Kabylie : elle est dénoncée comme relevant d'une fake news,,.
En réalité, par l'intermédiaire de Facebook, des habitantes d'Annaba se seraient regroupées pour aller à la plage sans être importunées ; les rassemblements n'auraient pas dépassé 20 personnes et n'ont affiché aucune revendication politique,.

### En Belgique
En 2016, le parti nationaliste flamand Nieuw-Vlaamse Alliantie (N-VA) veut interdire le port du burkini sur tout le territoire de la Région flamande, tant dans les piscines publiques que sur la côte.
Ni le groupe démocrate-chrétien Christen-Democratisch en Vlaams (CD&V), dans la majorité avec la NV-A, ni le bourgmestre du parti libéral Open Vlaamse Liberalen en Democraten de Blankenberge, Patrick De Klerck, ne soutiennent ce projet.

### En France
En mars 2016, la chaîne britannique Marks & Spencer  lance un modèle de burkini qui suscite de nombreuses réactions. La ministre (socialiste) des Droits des femmes, Laurence Rossignol, condamne « l'irresponsabilité » de la chaîne, accusée de promouvoir « l'enfermement du corps des femmes ».
Le 3 août 2016, une polémique est lancée par les élus marseillais Stéphane Ravier (FN) puis Valérie Boyer (LR). L'association musulmane Smile 13 (Sœurs marseillaises initiatrices de loisirs et d’entraide) a annoncé l'organisation, le 10 septembre suivant, d'une journée privée réservée aux femmes et aux enfants, au parc aquatique "Speedwater Park" . L'invitation stipule de « ne pas venir en 2 pièces [...] le minimum est un maillot une pièce avec paréo ou short-caleçon », et précise que le port du burkini et du jilbeb de bain sera exceptionnellement autorisé par le Parc.
La polémique est relayée notamment par des élus de droite et d’extrême droite. Michel Amiel, sénateur et maire divers gauche des Pennes-Mirabeau, annonce son intention d'interdire l'événement par arrêté municipal. Puis il y renonce, et tente de convaincre le directeur du parc d'annuler la réservation de l'association.
Le 11 août 2016, le maire de Cannes (Alpes-Maritimes) interdit le port du burkini sur les plages de la ville par arrêté municipal (signé le 28 juillet). A sa suite, de nombreux maires de communes balnéaires, essentiellement sur la côte d'Azur, interdisent le port du burkini du fait de risques de trouble à l'ordre public : 
- Alpes-Maritimes (Beaulieu-sur-Mer[56], Cagnes-sur-Mer[57], Cannes, Cap-d'Ail[56], Èze, Mandelieu-la-Napoule[58], Menton, Nice[58], Roquebrune-Cap-Martin, Saint-Jean-Cap-Ferrat[56], Saint-Laurent-du-Var[56], Théoule-sur-Mer, Vallauris, Villefranche-sur-Mer, Villeneuve-Loubet[59], soit 15/16 communes disposant de plages[60].

- Aude  (Leucate)[56].
- Bouches-du-Rhône (Cassis[61], La Ciotat[61], Saintes-Maries-de-la-Mer)[62].
- Haute-Corse (Cagnano[63], Ghisonaccia[63], Sisco  (à la suite de la rixe ayant opposé une famille maghrébine à des habitants)[64].
- Pas-de-Calais : Calais[56], Le Touquet[56] et Oye-Plage[65].
- Var : Cavalaire-sur-Mer, Cogolin, Fréjus[66], La Londe-les-Maures[67], Le Lavandou et Sainte-Maxime[68].

Le porte-parole et secrétaire général de la Fédération des musulmans du Sud interpelle l'Observatoire de la laïcité, sur l'utilisation du principe de laïcité dans l'exposé des motifs de certains arrêtés ; 

Le 11 août 2016, l'Observatoire lui répond : 

« Si des restrictions vestimentaires sont décidées [par les maires], en l'espèce, elles ne peuvent se fonder sur le principe de laïcité. »

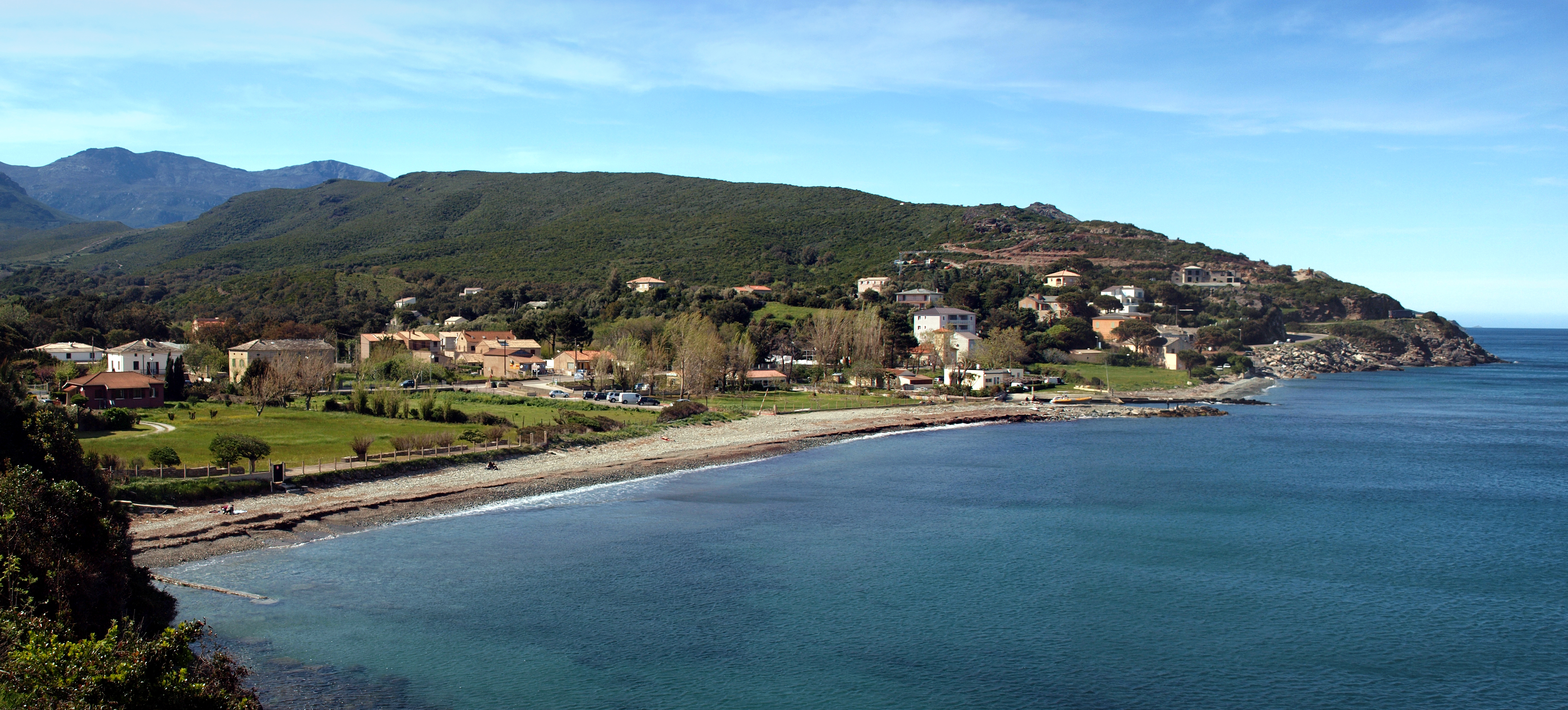
Plage à Sisco au Cap Corse.

Le 13 août 2016, en Corse, dans la crique de Scalu Vechju, une rixe oppose des touristes et des habitants de la commune de Sisco aux membres d'une famille d'origine maghrébine résidente de l'île. Selon certains témoignages, des femmes se baignaient habillées. On compte cinq blessés légers,.
Le 15 août, le maire PS, Ange-Pierre Vivoni, signe un arrêté interdisant le burkini. Des femmes se baignant en burkini seraient à l'origine de l'affaire.
L'hypothèse est reprise sur les réseaux sociaux et par certains médias ; elle se révéle fausse quelques jours plus tard. L'audition de participants et de témoins révèle que l'émeute aurait été déclenchée par une tentative de privatisation forcée de la plage par la famille d'origine maghrébine,.
La Ligue des droits de l'Homme (LDH), et le Collectif contre l'islamophobie en France (CCIF) déposent des recours systématiques contre les arrêtés municipaux d'interdiction.
Les premiers recours, contre les arrêtés de Cannes et Villeneuve-Loubet, sont rejetés par les juges des référés du tribunal administratif de Nice,,.
La LDH autant que le CCIF contestent ces jugements devant le Conseil d'État. Il examine ces recours le 25 août.
Le 26 août 2016, le Conseil d'État rend une ordonnance qui annule celle du tribunal administratif de Nice et suspend l'exécution de l’arrêté de Villeneuve-Loubet, en précisant : 

« Aucun élément produit devant lui ne permet de retenir que les risques de trouble à l'ordre public aient résulté […] de la tenue adopté en vue de la baignade par certaines personnes. […] Le juge des référés en déduit que, dans ces conditions, le maire ne pouvait, sans excéder ses pouvoirs de police, édicter des dispositions qui interdisent l'accès à la plage et la baignade alors qu'elles ne reposent ni sur des risques avérés de troubles à l'ordre public ni, par ailleurs, sur des motifs d'hygiène et de décence. »

Il estime que « l'arrêt contesté a porté une atteinte grave et manifestement illégale aux libertés fondamentales que sont la liberté d'aller et venir, la liberté de conscience et la liberté personnelle. »
Il rappelle à tous les maires, qui ont invoqué le principe de laïcité, qu'ils ne peuvent se fonder sur « d'autres considérations » que l'ordre public, « le bon accès au rivage, la sécurité de la baignade ainsi que l'hygiène et la décence » pour interdire l'accès aux plages.
Cette décision rend tous les arrêtés similaires susceptibles d'être annulés en cas de contestation judiciaire,.
L'arrêté municipal du Maire de Nice avait donné naissance à'une trentaine de procès-verbaux : il est suspendu le 28 août par le tribunal administratif.
Le tribunal administratif estime qu’il constituait un abus de pouvoir en l’absence de risques avérés de troubles à l’ordre public. Il constate un « non-lieu à statuer » pour la commune de Roquebrune-Cap-Martin, qui avait retiré son arrêté en début de semaine, et pour celle de Menton, où il venait à expiration.
L'arrêté pris après les rixes du 13 août par le maire de Sisco est contesté le 1er septembre par la Ligue des Droits de l'Homme. Il est cependant confirmé par le tribunal administratif, bien qu'il semble qu'aucun burkini n'ait été aperçu sur cette commune.
Le 15 septembre 2016, le tribunal correctionnel de Bastia juge les cinq prévenus de la rixe de Sisco. Les débats confirment l'absence de burkini comme point de départ des échauffourées,.
En septembre 2016, la chaîne de télévision australienne Seven Network diffuse l'émission Sunday Night : un reportage montre une famille musulmane australienne, dont une étudiante, Zeynab Alshelh, - vêtue d'un burkini - qui raconte avoir été « chassée » d'une plage de Villeneuve-Loubet. La chaîne condamne l' « islamophobie » des Français.
Plusieurs médias, australiens et français, dénoncent une provocation scénarisée,,. The Australian parle de « pratique journalistique contraire à l'éthique ».
Un sondage de l'IFOP, réalisé en 2019, révèle que 66 % des personnes interrogées sont favorables à l'interdiction du burkini sur les plages et 73 % pour les piscines.
Le 3 juin 2019, l'Observatoire de la laïcité rappelle les raisons objectives qui peuvent faire interdire le burkini par les piscines publiques : elles relèvent de l'hygiène et de la sécurité, et non du principe de laïcité.

#### Réactions politiques nationales

##### Avant l'arrêt du Conseil d'État
Le Premier ministre Manuel Valls déclare soutenir les arrêtés d'interdiction du port du burkini. Selon lui, « le burkini c’est un signe politique de prosélytisme religieux qui enferme la femme. ». Devant les critiques venues de pays étrangers, il déclare : « La France est un pays différent. La conception libérale des Anglo-Saxons n’est pas la mienne. »
Jean-Luc Mélenchon voit chez les militantes en burkini une provocation politique : « L'instrumentalisation communautariste du corps des femmes est odieuse. C'est un affichage militant. ». Quand un journaliste de France 2 conclut qu'il est pour l'interdiction du burkini, il répond : « Non, vous déduisez mal, […] ni pour ni contre. ». Il pense légitime de vouloir interdire les signes religieux dans l'espace public, mais insiste pour que cela s'applique à toutes les religions ; selon lui, ce qui ne va pas est de montrer du doigt sans cesse l'islam et que la « France ne va pas passer son temps à discuter des tenues religieuses. Aujourd'hui, vous avez le problème du lait, on n'en parle pas... ».

Pour la présidente du Front national, Marine Le Pen : 

« Bien sûr, le burkini doit être proscrit des plages françaises, où il n'a strictement rien à faire. C'est une question de laïcité républicaine, d'ordre public, assurément ; mais bien au-delà, c'est de l'âme de la France dont il est question. »

Plusieurs prétendants à la primaire présidentielle des Républicains déclarent soutenir l'interdiction du burkini : Jean-François Copé dès le 8 août, Nadine Morano, Nathalie Kosciusko-Morizet, Frédéric Lefebvre.
François Fillon déclare : « Le port du burkini, de la même façon que celui de la burqa, doit être perçu dans la dimension politique qui lui est inhérente. Les maires prenant des arrêtés d'interdiction du burkini ont une attitude responsable, dans un contexte d'état d'urgence, et cohérente avec la décision d'interdiction de la burqa prise par mon gouvernement en 2010. »
Nicolas Sarkozy voit dans le port du burkini une « provocation au service d’un islam politique », et propose « une loi qui interdise tout signe religieux ostensible non seulement à l’école, mais également à l’université, dans l’administration et aussi dans les entreprises », en passant outre à une éventuelle opposition constitutionnelle : 

« Si le Conseil constitutionnel s’y oppose, on peut réformer la Constitution, ou même interroger directement les Français. On a révisé de très nombreuses fois la Constitution depuis 1958, je ne vois pas pourquoi on nous explique aujourd’hui qu’on ne pourrait pas le faire sur des sujets aussi importants qui touchent à nos valeurs. »

Le sénateur Jean-Pierre Chevènement, pressenti pour diriger la Fondation des œuvres de l'islam de France, déclare : 

« Les gens sont libres de prendre leur bain costumés ou non. Ma position, c’est la liberté, sauf nécessité d’ordre public. »

Le député et candidat à la primaire socialiste de 2017, Benoît Hamon, affirme : 

« Ce débat incroyable sur le burkini est le symbole de l’échec de la politique française. […] Qu’est-ce qui empêchera demain que la djellaba et la barbe sur les plages soient considérées comme des formes de provocation ? [Nous construisons des débats] qui n’ont qu’une conséquence, dire que la France a un problème avec l’islam et les musulmans. »

Le 25 août, la ministre de l'Éducation nationale, Najat Vallaud-Belkacem, dit ne pas être en faveur du burkini « en tant que féministe, laïque, progressiste, mon rêve de société est une société où les femmes sont fières et libres de leur corps. Ce qui m’inquiète, c’est de voir des responsables politiques de droite exploiter les peurs des gens » estimant que ces arrêtés « libéraient la parole raciste. Rien n’établit de lien entre terrorisme, Daech, et tenue d’une femme sur une plage […] En excluant, on aggrave le problème de la République. […] Jusqu’où va-t-on pour vérifier qu’une tenue est conforme aux bonnes mœurs ».

La ministre des Affaires sociales et de la Santé Marisol Touraine déclare : 

« La laïcité n'est pas le refus de la religion […] elle ne peut pas et ne doit pas devenir le fer de lance d'une stigmatisation dangereuse pour la cohésion de notre pays […] [refusant] de faire du port du voile l'expression d'un refus de la République. »

Tout en rappelant leur soutien à « ces femmes iraniennes, saoudiennes, et de bien d’autres pays, qui réclament simplement le droit de se balader les cheveux au vent », l'association féministe Osez le féminisme ! demande « quel est le lien entre une femme voilée à la plage et des meurtres de masse commis par des djihadistes ? ». Elle dénonce  : « une double manipulation qui stigmatise les femmes voilées. Manipulation des fabricants de vêtements de mode dite « pudique », […] Mais aussi manipulation de ces édiles locaux. »
Caroline De Haas déclare : « Arrêtez de vous en prendre à la liberté des individus, ça ne peut rien créer de bon. »

##### Après l'arrêt du Conseil d’État
De nombreux élus se félicitent de la décision du Conseil d'État : le député PS Mathieu Hanotin, le député PS et ancien ministre Frédéric Cuvillier, la ministre PS Samia Ghali, ou Alain Juppé, candidat Les Républicains à la primaire : « Résistons à la tentation d’exiger des lois de circonstance au fil des polémiques médiatiques. »/>.
Le soir de la décision du Conseil d'État, Manuel Valls écrit qu'elle « n'épuise pas le débat qui s'est ouvert dans notre société » ; il estime que « rester silencieux, comme par le passé, c'est un petit renoncement. Une démission de plus […]. Le burkini n'est pas un signe religieux, c'est l'affirmation dans l'espace public d'un islamisme politique. ». Toutefois, il ne veut pas légiférer.
Des élus de droite, Estrosi ou Jean-François Copé (LR), Florian Philippot (FN) ou Nicolas Dupont-Aignan (DLF), prennent acte de la décision et souhaitent qu'une loi vienne interdire le burkini. Le Monde souligne la difficulté d'écrire un texte applicable. Le député LR, Philippe Gosselin, préconise une révision constitutionnelle.
Dans un communiqué de l'Observatoire de la laïcité, son président, Jean-Louis Bianco, rappelle que certaines « mesures de police » peuvent être prises face à des « risques de trouble à l'ordre public », mais prévient que « ceux qui veulent pratiquer une police du vêtement provoqueront des replis communautaires contraires à l'objectif de laïcité. ».

Le rapporteur général de la même instance, Nicolas Cadène, déclare à l'hebdomadaire L'Express : 

« Dans un État de droit, on ne peut interdire tout ce que l'on récuse. »

Le 8 septembre 2016, le président de la République, François Hollande, annonce rejeter toute « législation de circonstance, aussi inapplicable qu'inconstitutionnelle ».

#### Réactions internationales
Les réactions sont nombreuses en Europe et aux États-Unis ; la plupart expriment de sévères critiques et de l'incompréhension. C'est le cas pour El País, La Nuova di Venezia, El Espectador, le Telegraph, la Süddeutsche Zeitung, le Standaard, ABC et le Washington Post,.
Le quotidien brésilien Folha de S.Paulo soutient les interdictions.
En Italie : « La polémique française sur l’interdiction du burkini fait parler d’elle en Italie, et les commentaires vont généralement dans le sens de l’interdiction. »

Le Guardian, The Independent, la BBC ironisent, et le New York Times affiche sur sa « une », : 

« La France désigne la dernière menace pour sa sécurité : le burkini. »

Le 30 août, le Haut-Commissariat des Nations unies aux droits de l'homme déclare : 

« Ces décrets n'améliorent pas la situation sécuritaire ; ils tendent au contraire à alimenter l'intolérance religieuse et la stigmatisation des personnes de confession musulmane en France, en particulier les femmes [...] selon les standards internationaux des droits de l'Homme, les limites à la liberté de toute personne de manifester sa religion ou ses convictions, y compris par le choix de tenues vestimentaires, ne sont autorisées que dans des circonstances très limitées, y compris pour la protection de la sécurité publique, l'ordre public, la santé publique ou la morale. »